# Lluís Riera
Lluís Riera Martí más conocido como Lluís Riera (nacido en Barcelona el 1 de marzo de 1979) es un entrenador de baloncesto español que actualmente es entrenador asistente del Bàsquet Girona de la Liga ACB.

## Trayectoria deportiva
Lluís es licenciado en Matemáticas y Psicología e inició su carrera como entrenador en el Jesuitas Caspe y Grup Barna. Con apenas 22 años ingresó como técnico en las categorías inferiores del Club Joventut Badalona.
Desde 2008 a 2011, dirigiría al equipo junior del Club Joventut Badalona. En el campeonato de España de la temporada 2010-11 fue considerado como mejor entrenador de España de la categoría.
Posteriormente, formaría parte durante el cuerpo técnico del Club Joventut Badalona desde 2011 hasta 2018, siendo segundo entrenador de técnicos como Salva Maldonado, Diego Ocampo y Carles Durán Ortega, todas ellas en Liga ACB.
Durante la temporada 2018-19, abandona el club verdinegro para ser segundo entrenador de Pedro Martínez Sánchez primero y más tarde de Velimir Perasovic en el Kirolbet Baskonia.
En agosto de 2019 se marcha a Rusia para ser segundo entrenador de Joan Plaza en el BC Zenit de la VTB League, en el que estaría hasta febrero de 2020.
El 29 de noviembre de 2020, se convierte en entrenador del CB Tizona de la Liga LEB Oro, tras la destitución de Jorge Elorduy.
El 12 de julio de 2023, firma como entrenador asistente de Salva Camps en el Bàsquet Girona de la Liga ACB.

## Clubs
- 2008-2011 Club Joventut Badalona. Junior Masculino
- 2011-2018 Club Joventut Badalona. Segundo Entrenador de Salva Maldonado, Diego Ocampo y Carles Durán Ortega. Liga Endesa
- 2018-2019 Kirolbet Baskonia. Segundo Entrenador de Velimir Perasovic. Liga Endesa
- 2019-2020 BC Zenit. Segundo Entrenador de Joan Plaza. VTB League
- 2020-2021 CB Tizona. Entrenador. Liga LEB Oro
- 2023-Actualidad Bàsquet Girona. Segundo Entrenador de Salva Camps. Liga ACB